# Phytomyza thalictricola
Phytomyza thalictricola är en tvåvingeart som beskrevs av Friedrich Georg Hendel 1925. Phytomyza thalictricola ingår i släktet Phytomyza och familjen minerarflugor. Arten är reproducerande i Sverige. Inga underarter finns listade i Catalogue of Life.